# كزبرة طرديلنية
كزبرة طرديلنية أو كزبرة طرذيلناوية (الاسم العلمي: Coriandrum tordylium) هي نوع من النباتات يتبع جنس الكزبرة من الفصيلة الخيمية.